# Adam Rapacki
Adam Rapacki (Lemberg, 24 dicembre 1909 – Varsavia, 10 ottobre 1970) è stato un politico polacco.

## Biografia
Studente di economia, fece parte da giovanissimo di gruppi di ispirazione socialista.
Al momento dell'invasione della Polonia, fu catturato dai tedeschi e fu trattenuto in campi di prigionia durante tutta la durata della seconda guerra mondiale.
Nel 1945, dopo la liberazione, entrò nel Partito Socialista Polacco e poi nel Partito Operaio Unificato Polacco. Tra il 1948 ed il 1968 fu membro del comitato centrale del partito. Ebbe diversi incarichi ministeriali, tra gli altri fu ministro degli Esteri tra il 1956 ed il 1968, legando il suo nome al piano da lui proposto nell'ottobre 1957 all'Assemblea generale delle Nazioni Unite che prevedeva la creazione di una zona di neutralità atomica, comprendente le due Germanie, la Polonia e la Cecoslovacchia.